# 冯道立故居
冯道立宅，位于江苏省盐城市东台市时埝镇，是中华人民共和国江苏省文物保护单位之一。
1995年4月19日，授予江苏省文物保护单位，是一座古建筑及历史纪念建筑物。